# اقتصاد النمر

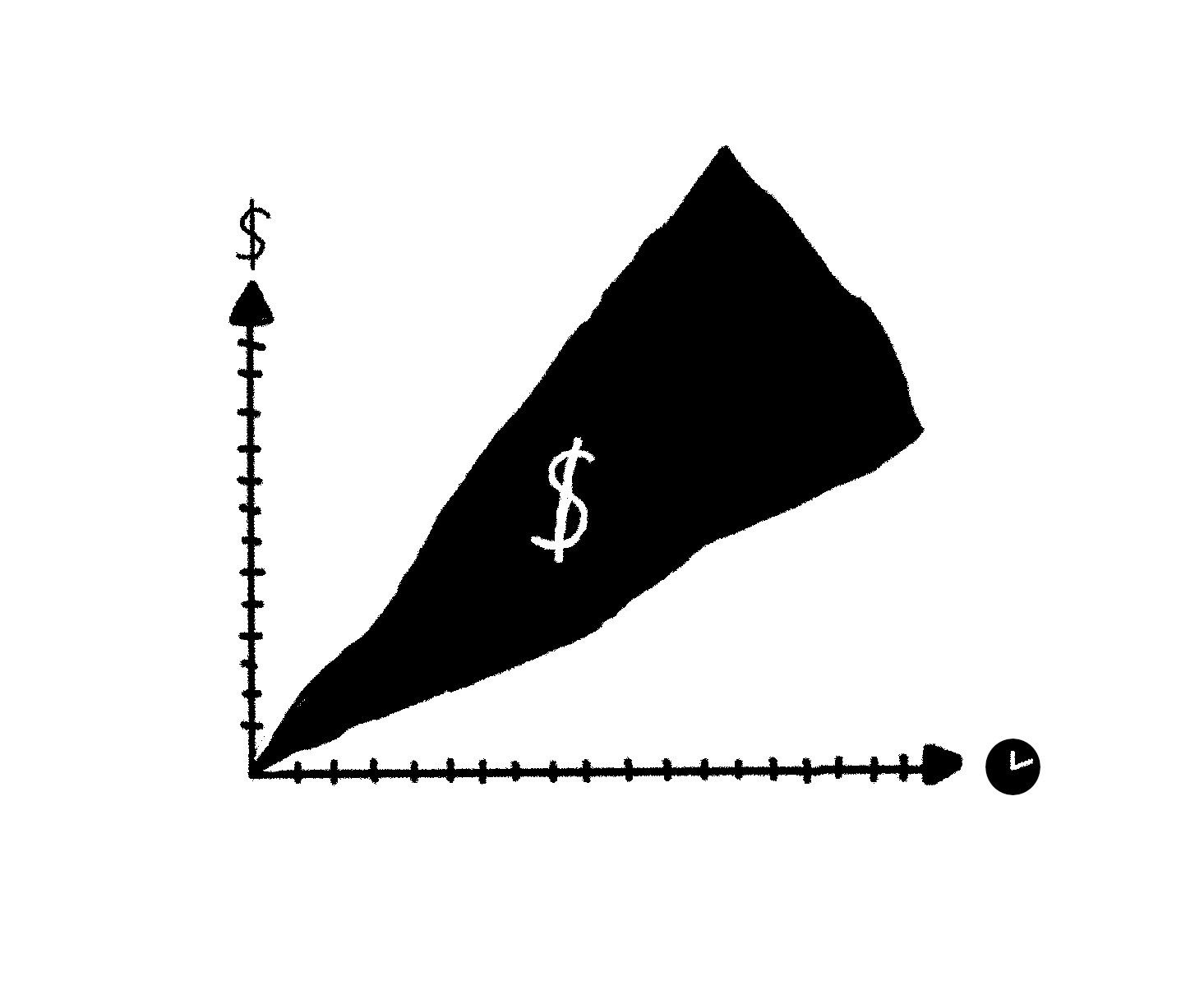
رسم توضيحي لـ "اقتصاد النمر" - وهو اقتصاد يشهد نموًا سريعًا

اقتصاد النمر (بالإنجليزية: Tiger economy)‏ هو اقتصاد الدولة التي تمر بنمو اقتصادي سريع، وعادةً ما يكون مصحوبًا بارتفاع في مستوى المعيشة. تم استخدام هذا المصطلح في الأصل للإشارة إلى النمور الآسيوية الأربعة (كوريا الجنوبية وتايوان وهونج كونج وسنغافورة) نظرًا لأهمية النمور في الرمزية الآسيوية، والتي ألهمت أيضًا اقتصادات شبل النمر (إندونيسيا وماليزيا وتايلاند وفيتنام والفلبين). كما ألهمت النمور الآسيوية اقتصادات أخرى في وقت لاحق؛ نمور الأناضول (مدن معينة في تركيا) في الثمانينيات، ونمر الخليج (دبي) في التسعينيات، والنمر السلتي (جمهورية أيرلندا) في الفترة 1995-2000، ونمور البلطيق (دول البلطيق) في الفترة 2000-2007، ونمر تاترا (سلوفاكيا) في 2002-2007.

## اقتصادات مماثلة
تم استخدام بوما المحيط الهادئ لوصف الاقتصادات سريعة النمو والناشئة في أمريكا اللاتينية مثل المكسيك وتشيلي وبيرو وكولومبيا.
يُستخدم مصطلح الأسود الأفريقية كقياس لوصف الاقتصادات الناشئة في أفريقيا. الدول التي تعتبر "أسود أفريقية" هي جنوب أفريقيا، المغرب، الجزائر، ليبيا، بوتسوانا، مصر، موريشيوس، وتونس.
يستخدم مصطلح "اقتصاد الذئب" لوصف اقتصاد منغوليا سريع النمو.

## أنظر أيضا
- معجزة اقتصادية
- اقتصادات شبل النمر